# La mare (obra de teatre)
La mare (en francès La Mère) és una obra de teatre de Florian Zeller. Va ser estrenada el setembre de 2010 al Théâtre de Paris, amb Catherine Hiegel, en una producció de Marcial Di Fonzo Bo. Ha estat traduïda al català per Ernest Riera.
És la primera obra d'una trilogia que també inclou Le Père, creada el setembre de 2012 i El fill, creada el gener de 2018.
Catherine Hiegel va rebre el Molière a la millor actriu per la seva interpretació el 2011. L'obra va ser reestrenada el setembre de 2014 al théâtre Hébertot. Després de ser representada a diferents països, entre ells Anglaterra, Espanya i Sud-àfrica, es va crear a Nova York el febrer de 2019 amb Isabelle Huppert, que interpreta el paper en anglès, en una producció de Trip Cullman.

## Argument
L'obra narra el dolor i la soledat d'una mare que veu marxar els seus fills i es troba sola a casa seva. La narració no és lineal, i l'espectador és convidat a explorar un laberint, que és el dels pensaments del personatge perdut de la mare.

## Recepció crítica
Segons Le Point, és "una obra poderosa", "totalment original". Segons el crític Mark Shenton, La mare és "un retrat absolutament esfereïdor d'una dona que perd el contacte amb la realitat".

## Una trilogia teatral
La Mare és la primera obra d'una trilogia que també inclou El fill i Le Père. Aquesta trilogia va ser concebuda per l'autor al voltant de la salut mental (impulsos suïcides a El fill, depressió a La mare i demència senil a El pare).
Quan van publicar aquesta trilogia en una col·lecció l'any 2021, les edicions de Gallimard van presentar els temes de l'obra de la següent manera:
| « | El dolor: aquest és el motiu comú d'aquesta "trilogia involuntària", segons l'expressió de l'autor. La del pare, quan tot el que l'envolta es va deformant, llocs, rostres, objectes. La de la mare, que es veu superada pel sentiment de solitud després de la marxa del seu fill. Finalment, la del fill, que pateix un malestar que res sembla poder curar. Però, mentre les certeses es converteixen en sorres movedisses, l'humor i la burla continuen salpicant les línies, ancorant els personatges d'aquestes "farses fosques" en una realitat il·lusòria, just abans del punt d'inflexió. La sensació tràgica d'una pertorbació de la realitat fa que aquestes obres siguin universals i fa de Florian Zeller l'autor viu de parla francesa més representat del món. | » |

### Le Père
Le Père es va representar el 2012 al voltant de Robert Hirsch i va ser reestrenada el 2015 a la Comédie des Champs-Élysées. S'ha representat a més de 45 païsosi ha estat, segons The Guardian, l'obra més aclamada de la dècada.
Segons l’Evening Standard, és una de les millors peces del segle XXI. The Times també la classifica entre "les millors obres del segle".
Le Père ha rebut nombrosos premis arreu del món.

### El Fill
El fill es va estrenar a Londres el 2019 i va rebre un reconeixement de la crítica excepcional. Segons The Times, és una de les obres de teatre més brillants de la dècada. Posteriorment va veure una cinquantena de creacions arreu del món.

## Representacions

### 2010, 2014, 2016
L'obra va ser creada al Petit Théâtre de Paris abans de ser reestrenada al Théâtre Hébertot de París.
- La mare: Catherine Hiegel
- El Pare: Jean-Yves Chatelais
- El Fill: Clément Sibony, després Eric Caravaca
- Una noia: Olivia Bonamy, després Sol Espeche

### 2014
L'obra es va estrenar al Theatre Royal Bath, abans de ser reviscada al Tricycle de Londres.
- La mare: Gina McKee
- El Pare: Richard Clothier
- El fill: William Postlethwaite
- Una noia: Cara Horgan

### 2017
L'obra es va representar en català a La Villarroel el febrer de 2017 sota la direcció d'Andrés Lima, amb escenografia de Beatriz San Juan.
- La mare: Emma Vilarasau
- El Pare: Pep Pla i Font
- El fill: Oscar Castellví
- Una noia: Ester Cort

### 2019
L'obra es va estrenar a l'Atlantic Theatre de Nova York
- La mare: Isabelle Huppert
- El Pare: Chris Noth
- El fill: Justice Smith
- Una noia: Odessa Young

## Distincions
- Molière per a l'actriu per a Catherine Hiegel el 2011.
- Molière al millor director (nominació) per Marcial Di Fonzo Bo el 2011.
- Premis WhatsOnStage (Londres) per The Mother el 2016 (nominada a la millor obra de teatre).